# William Balfour Baikie
Pour les articles homonymes, voir Balfour et Baikie.
William Balfour Baikie (Kirkwall, 21 août 1824-Sierra Leone, 30 novembre 1864) est un explorateur et médecin britannique.

## Biographie
Fils aîné d'un capitaine de la Royal Navy, John Baikie, il fait des études de médecine à Édimbourg. Son diplôme obtenu, il entre dans la Royal Navy (1848). En 1854, il est engagé comme chirurgien et naturaliste pour une expédition sur le Niger dans le but d'apporter assistance à Heinrich Barth. La mort du commandant de l'expédition, John Beecroft à Fernando Po, lui permet d'en prendre la direction.
Il remonte alors la Bénoué et atteint l'embouchure du Niger, après un voyage de 118 jours, sans la perte d'un seul homme, démontrant ainsi l'efficacité de la quinine contre la malaria mais ne trouve pas Barth.
Il reçoit alors le commandement de la première station permanente de commerce établie à Lokoja (1854 et, en mars 1857, remonte de nouveau le Niger sur la Pleiad. Après deux ans d'exploration, il fait naufrage et abandonne ses projets.

## Œuvres
- List of Books and Manuscripts Relating to Orkney, 1847.
- Historia naturalis Orcadensis Zoology, 1848.
- Exploring Voyage up the Rivers Kwora and Binue, 1856.
- Observations on the Hausa and Fuifuide (i.e. Fula) Languages, 1861.
- Correspondence with British Ministers and agents in foreign countries and with foreign ministers in England, relating to the slave trade, 1862.

## Hommages
- Le genre Baikiaea (regroupant des plantes à fleurs originaires d'Afrique) a été nommé en son honneur.
- Un monument à sa mémoire a été placé dans la nef de l'ancienne cathédrale Saint-Magnus à Kirkwall.